# Mohair

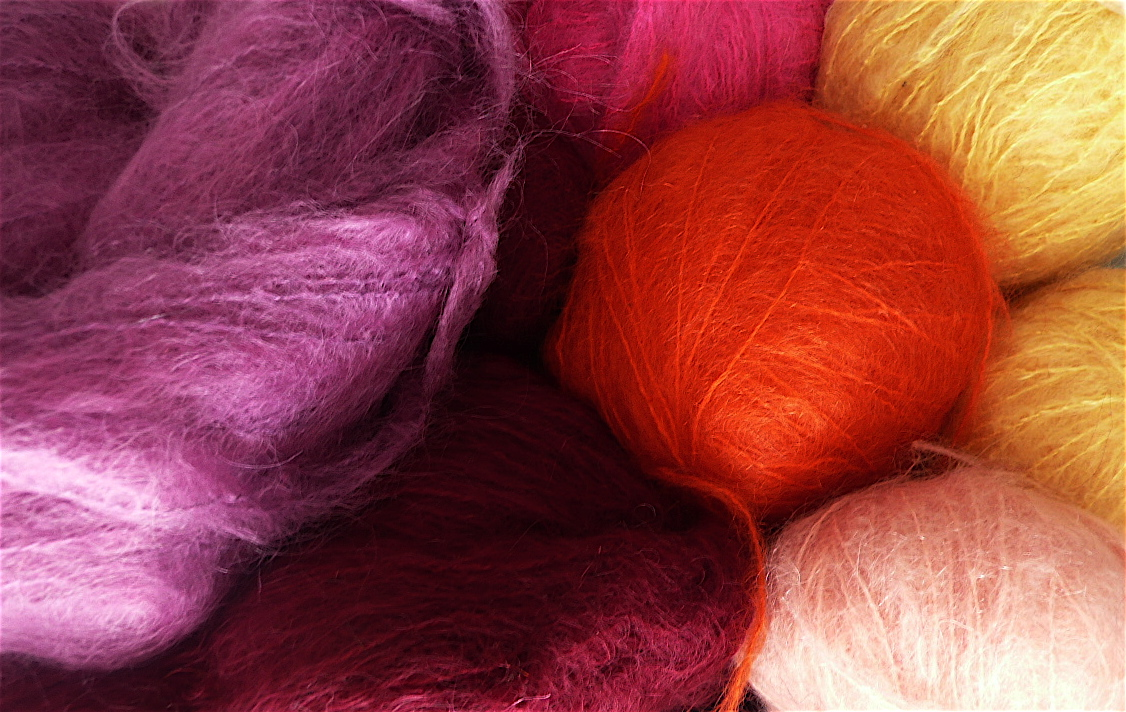
Mohair

O mohair ou angorá é um fio semelhante à lã, produzido a partir do pelo da cabra angorá. A palavra "mohair" deriva do Arábico mukhayyar. O tecido feito com esse fio, industrial ou artesanalmente, também é chamado de mohair e é utilizado para vestuário ou mobiliário.